# Bothynus exaratus
Bothynus exaratus är en skalbaggsart som beskrevs av Hermann Burmeister 1847. Bothynus exaratus ingår i släktet Bothynus och familjen Dynastidae. Inga underarter finns listade.